# Ánh sáng Lubbock
Ánh sáng Lubbock là sự hình thành luồng sáng bất thường được nhìn thấy trên thành phố Lubbock, Texas vào tháng 8,9 năm 1951. Biến cố ánh sáng Lubbock được công chúng toàn quốc ở Mỹ coi là một vụ chứng kiến UFO, và đã được Không quân Mỹ điều tra. Cuối cùng, phía bên Không quân kết luận rằng luồng sáng này "được xác định một cách tích cực là một hiện tượng tự nhiên rất phổ biến và dễ dàng giải thích".

## Diễn biến
Edward J. Ruppelt đã viết rằng trường hợp chứng kiến đầu tiên do ba giáo sư trình báo từ Trường Đại học Kỹ thuật Texas (nay là Đại học Công nghệ Texas), nằm ở Lubbock vào ngày 25 tháng 8 năm 1951 vào khoảng 9 giờ tối. Theo Ruppelt, họ đang ngồi ở sân sau của một trong những ngôi nhà của vị giáo sư trong nhóm thì quan sát thấy tổng cộng 20-30 bóng sáng, chiếu sáng như những ngôi sao nhưng có kích thước lớn hơn, bay lướt qua trên đầu. Ruppelt đã viết rằng các vị giáo sư ngay lập tức loại trừ thiên thạch là nguyên nhân khả dĩ cho hiện tượng này, và khi họ thảo luận về trường hợp nhìn thấy một nhóm ánh sáng thứ hai tương tự nhóm đầu vừa bay ngang qua chỗ họ.
Ruppelt cho biết tên của ba giáo sư là A.G. Oberg, kỹ sư hóa học, W.L. Ducker, trưởng bộ phận và kỹ sư dầu khí, và một nhà địa chất tên là W.I. Robinson, đã tường trình về vụ chứng kiến này lại cho tờ báo địa phương mang tên Lubbock Avalanche-Journal. Theo tác giả UFO Jerome Clark, có ba phụ nữ ở Lubbock kể lại rằng chính mắt họ đã nhìn thấy "luồng ánh sáng nhấp nháy kỳ lạ" trên bầu trời vào cùng đêm với những gì nhóm giáo sư vừa chứng kiến, cũng như Carl Hemminger, một giáo sư tiếng Đức tại Đại học Công nghệ Texas.
Clark viết rằng vào ngày 5 tháng 9 năm 1951, cả ba người đàn ông, cùng với hai vị giáo sư khác từ Đại học Công nghệ Texas, đang ngồi ở sân trước của Robinson thì bóng sáng bay trên đầu. Theo một trong những giáo sư tên là Grayson Mead cho biết thì bóng sáng này "trông như có kích thước bằng một chiếc đĩa ăn tối và chúng có màu xanh lục-lam, màu hơi huỳnh quang. Chúng nhỏ hơn mặt trăng tròn ở đường chân trời. Có khoảng hàng chục đến mười lăm trong số bóng sáng này... chúng là hình tròn toàn bộ... nó mang lại cho tất cả chúng tôi... một cảm giác cực kỳ kỳ lạ." Mead nói rằng luồng ánh sáng này không thể nào là loài chim được, nhưng ông ấy cũng cho biết trông chúng "trôi qua quá nhanh... đến nỗi chúng tôi ước rằng chúng tôi có thể tận mắt chứng kiến rõ hơn." Clark viết rằng nhóm giáo sư đã trông thấy nguyên cả đội hình bóng sáng bay trên một đám mây mỏng ở độ cao khoảng 2.000 foot (610 m) mà theo ông cho phép họ tính toán rằng bóng sáng này đang di chuyển với tốc độ hơn 600 dặm Anh trên giờ (970 km/h).

## Những bức ảnh của Hart
Vào tối ngày 30 tháng 8 năm 1951, Carl Hart, Jr., một sinh viên năm nhất tại Đại học Công nghệ Texas, đã quan sát thấy một nhóm 18-20 ánh sáng trắng theo hình chữ "v" bay lướt qua trên đầu. Hart bèn vác một chiếc máy ảnh Kodak 35 mm và đi đến sân sau nhà bố mẹ anh ta để xem liệu bóng sáng này có quay trở lại hay không. Hai chuyến bay nữa vọt qua và Hart đã kịp chụp được năm bức ảnh trước khi chúng biến mất. Sau khi rửa ảnh thì Hart liền mang sấp ảnh này tới văn phòng báo Lubbock Avalanche-Journal tìm gặp biên tập viên Jay Harris thương lượng bán lại những bức ảnh này với giá 10 đô la và cho đăng trên báo, nhưng Harris cho biết anh ta sẽ "tống cổ (Hart) ra khỏi thị trấn" nếu số ảnh này là giả mạo. Chúng nhanh chóng được in lại trên các tờ báo trên toàn quốc và trên tạp chí Life. Phòng thí nghiệm vật lý tại Căn cứ Không quân Wright-Patterson ở Ohio đã phân tích các bức ảnh của Hart. Sau khi tiến hành phân tích và điều tra sâu rộng về số ảnh trên, Edward J. Ruppelt, người giám sát Dự án Blue Book của Không quân Mỹ, đã ra tuyên bố bằng văn bản với báo chí rằng "số ảnh này [Hart] chẳng bao giờ được chứng minh là một trò lừa bịp, nhưng chúng cũng không được chứng minh là thật". Nhóm giáo sư của Đại học Công nghệ Texas tuyên bố rằng những bức ảnh này không đại diện cho những gì họ vừa chứng kiến, bởi vì các vật thể của họ đã bay theo hình "u", chứ không phải là hình chữ "v".

## Không quân điều tra và lời giải thích tiềm ẩn
Vào cuối tháng 9 năm 1951, Ruppelt có biết về vụ Ánh sáng Lubbock và tiến hành điều tra chúng như một phần của Dự án Blue Book. Ruppelt bèn lái xe đến Lubbock và phỏng vấn các giáo sư, Carl Hart, và những người khác tuyên bố đã chứng kiến ánh sáng này. Kết luận của Ruppelt vào thời điểm đó là các giáo sư đã nhìn thấy một loại chim gọi là chim choi choi. Thành phố Lubbock đã lắp đặt đèn đường hơi mới vào năm 1951, và Ruppelt tin rằng những con chim choi choi di cư đang phản chiếu ánh đèn đường mới. Các nhân chứng ủng hộ nhận định này bao gồm T.E. Snider, một nông dân địa phương vào ngày 31 tháng 8 năm 1951 đã trông thấy những con chim này bay qua rạp chiếu phim ngoài trời; mặt dưới của những con chim được ánh sáng phản chiếu lại. Một cặp nhân chứng khác là Joe Bryant và vợ cho biết vào ngày 25 tháng 8 đã chứng kiến nhóm ánh sáng này bay trên đầu. Khi nhóm ánh sáng thứ ba vọt qua ngay phía trên, chúng bắt đầu quay xung quanh nhà của Bryants, và theo cảm nhận bằng thị giác và âm thanh thì đó chính là những chú chim choi choi. J. Allen Hynek, một nhà thiên văn học và là một trong những nhà tư vấn khoa học của Dự án Blue Book, sau đó đã liên lạc với một trong các giáo sư và được biết rằng vị giáo sư này khẳng định thứ ánh sáng này chính là chim choi choi.
J.C. Cross, trưởng khoa sinh học của Đại học Công nghệ Texas, và là nhân viên trông coi nơi cấm săn bắn được Ruppelt tới phỏng vấn đều khẳng định những vụ chứng kiến này không thể nào là loài chim được. Mead, người đã quan sát luồng sáng này, cũng phản bác lời giải thích chim choi choi: "những vật thể này quá lớn đối với bất kỳ loài chim nào...Tôi đã có đủ kinh nghiệm săn bắn và tôi không biết có loài chim nào có thể đi nhanh đến mức mà chúng tôi không tài nào nghe thấy...để đi nhanh như thế này, đối với loài chim mà nói chúng sẽ phải cực kỳ thấp khi biến mất khá nhanh." William Hams, nhiếp ảnh gia chính của tờ báo Lubbock Avalanche-Journal, đã chụp một số ảnh ban đêm về những con chim bay vọt qua ánh đèn đường của Lubbock và không ăn khớp với ảnh chụp của Hart.

## Vật thể hình cánh bay
Trong khi đang tiến hành điều tra Ánh sáng Lubbock, Ruppelt cũng biết được rằng một số người sống quanh Lubbock tuyên bố là họ đã nhìn thấy một "vật thể hình cánh bay" di chuyển ngay phía trên thành phố. Trong số các nhân chứng có vợ của Ducker, trình báo rằng vào tháng 8 năm 1951, chính mắt bà đã quan sát thấy một "vật thể hình cánh bay khổng lồ, không gây tiếng động" bay ngang qua nhà bà. Ruppelt thừa biết rằng Không quân Mỹ vừa sở hữu một loại máy bay ném bom phản lực "có cánh bay", và ông cảm thấy rằng ít nhất một số trường hợp nêu trên là do máy bay ném bom gây ra, mặc dù ông không thể giải thích tại sao, theo lời các nhân chứng, chiếc máy bay này không gây chút tiếng động nào kể cả khi nó bay trên không.

## Truyền thông đưa tin
Tháng 4 năm 1952, tạp chí Life đã đăng một bài báo về hiện tượng UFO xuất hiện Ánh sáng Lubbock. Ruppelt đã dành hẳn một chương trong cuốn sách năm 1956 của mình chỉ để nói về sự kiện này. Tháng 11 năm 1999, đài truyền hình KDFW có trụ sở tại Dallas, Texas đã phát sóng câu chuyện thời sự về Ánh sáng Lubbock. Phóng viên Richard Ray có dịp phỏng vấn Carl Hart, Jr. về việc chụp những bức ảnh nổi tiếng và bị Không quân Mỹ điều tra. Ngoài ra, sự kiện Ánh sáng Lubbock còn được giới thiệu trong miniseries Taken năm 2002 trên kênh Sci Fi , kê về một người ngoài hành tinh đóng giả làm người dân trong khu vực Lubbock.
Năm 2005, một bộ phim mang tên Lubbock Lights được phát hành về bối cảnh âm nhạc ở Lubbock, trong đó mô tả một số giả thuyết về ánh sáng này của các nhạc sĩ sinh sống trong khu vực. Năm 2006, ban nhạc đồng quê thay thế Thrift Store Cowboys có trụ sở tại Lubbock đã viết và thu âm một bài hát mang tên "Lubbock Lights" trong album thứ ba của họ có tựa đề Lay Low While Crawling or Creeping.
Tập thứ ba của loạt phim truyền hình năm 2019 Project Blue Book trên kênh History có tựa đề "The Lubbock Lights", và dựa trên sự kiện Ánh sáng Lubbock.